# 潛龍諜影崛起 再復仇
《潛龍諜影崛起 再復仇》是一部《潛龍諜影》系列的外传性质作品，它是一款由小島製作和白金工作室共同開發的高速斬擊動作遊戲。其中由小島製作室負責劇情和設定部份，白金負責系統部份。開發初期由小島製作主導，遊戲名稱原定為「潛龍諜影 崛起」（Metal Gear Solid: Rising），在開發團隊換手為白金工作室、小島製作室轉為共同工作後，更名為「潛龍諜影崛起 再復仇」（Metal Gear Rising: Revengeance）。

## 開發
本作原以《潛龍諜影 崛起》之名於2010年對外發表，並預定由小岛工作室开发。开发初衷是玩家可以砍切游戏中的任何物件。但在剧本、美術資源和动態擷取作業均已基本完成的情况下，由於遊戲系統的緩慢開發進度，項目遭到差點被暫停的命運，后小岛秀夫為延續項目生命尋覓了多家工作室來繼續開發，最後敲定白金工作室，雙方洽谈后决定開始共同開發的工作，并改名为《潛龍諜影崛起 再復仇》，剧情也由原本的《潛龍諜影2》与《潛龍諜影4》之间，改為《潛龍諜影4》之後。白金工作室在游戏中加入了大量新元素。
2012年9月12日發表聲明，日本所發售的版本將由PlayStation 3平台獨占，不發售Xbox 360版本（但兩平台版本均推出的歐美版，則是都收錄日語字幕）。在2012年10月25日發售的Z.O.E高解析度版遊戲中PlayStation 3版本附有體驗版遊戲。
2013年5月17日發表將移植至Microsoft Windows，並於2014年1月9日發售。

## 登場角色

### Maverick Security Consulting,Inc.
PMSCs(Private Military and Security Companies) 民間軍事警備會社，社長於俄羅斯出身，公司成立於內華達州，為聯合國主導的DDR業務提供協助，並進行著各種國際性活動。宗旨為提供安全保障必要的最低限度及健全的服務。
- 雷電（Raiden，配音員：堀內賢雄／動態擷取演員：岩本淳也）

主角。裝備了能將巨大無人駕駛兵器一刀兩斷的「高周波刀」的生化人，出生於賴比瑞亞，不幸被捲入內戰中，失去了家人，其後Solidus Snake將他訓練成童兵。
戰爭結束後，雖然受到人權組織保護並被引渡到美國，可是無法適應和平的社會，後來更被暗中操控美國的「愛國者」看上，利用雷電作為「S3計劃」的實驗體。
被「愛國者」改造成為生化人的雷電，後來投身戰鬥對抗「愛國者」，與在「S3計劃」中認識的女性蘿絲瑪麗誕有一子。
「愛國者」滅亡後，為了維持家計，加入了民間軍事警備公司（PMSCs）「Maverick Security Consulting」。
在PMSCs的活動中一直標榜著一殺多生的「活人劍」。
- Boris（配音員：菅生隆之／動態擷取演員：永井正浩）

雷電隸屬的民間軍事警備公司（PMSCs）「Maverick Security Consulting」的社長。
俄羅斯出身，曾隸屬蘇聯軍。蘇聯瓦解後一直進行著各種處於違法邊緣的活動。 2014於內華達州成立「Maverick Security Consulting」。
- Kevin（配音員：中村悠一／動態擷取演員：七枝實）

在Maverick公司策劃作戰方案及事前調查的非戰鬥員，為雷電提供協助的其中一人。個性開朗且學識淵博，熟知社會形勢以至國家地理及文化等知識。曾NGO中參與DDR業務（武裝解除、動員解除、社會復興），與任務中認識的Boris一拍即合，後來便正式加入Maverick。雖比雷電年輕，但感情非常要好得互相稱兄道弟。擁有不錯的體格，熱愛觀看體育節目，但似乎本身並不擅長運動。
- Courtney（配音員：澤城美雪／動態擷取演員：西林素子）

在Maverick公司擔任資料記錄工作，負責監察及記錄由雷電軀體傳送過來的情報。
曾在大學修讀經營學，但對經濟優先的社會抱有疑問。與大學前輩Kelvin商量後，決意加入Maverick。以平民立場追求著健全的民間軍事警備機構（PMSCs）。善於交際，為人非常認真，同時也有著迷糊的一面。
- Doktor（配音員：麥人／動態擷取演員：安福毅）

原名Wilhelm Vogt，由於是德國人的關係故被稱為「Doktor」而非「Doctor」。
過去在東德進行步行武器的研究工作，自德國統一後開始著手研究義肢「Myoelectric prosthesis」，並成為了生化機械人的技術人員。
本身並非Maverick的成員，於商業性質上為雷電等人提供改造及保養服務。
此外亦以售後服務為由，以顧問形式為Maverick提供各種科學知識及生化機械人相關的知識。

### Desperado Enforcement,LLC
以代表著亡命之徒的「Desperado」為名，於世界各地進行著毒品及人口買賣，以及協助進行恐怖活動。近年似乎在招覽大量生化士兵。
- 山繆·羅德里格斯（Samuel Rodrigues，配音員：平田廣明／動態擷取演員：三元雅芸）

有著「激流(Jetstream)」稱號，是使用新陰流的巴西劍術高手。由PMC「Desperado Enforcement」所僱用的謎之人物，常被暱稱為Sam(山姆)，身體並未配備任何生化強化裝置，僅是穿著外骨骼裝甲，卻具有與生化人並駕齊驅乃至於更加強大的肉體能力，與雷電同樣持有高周波刀「Murasama Blade」。
在與雷電一戰中看穿其劍法，並稱雷電的劍法是在「畏懼快樂」。
外傳「Jetstream Sam」的主角。
- Sundowner（配音員：西田健／動態擷取演員：永井正浩）

名字有加州之熱風「Sundowner」的涵義。
被認為是Desperado Enforcement實質的領袖。具備與一般的契約士兵（Contractor）不同的生化機械軀體，稱作呼喚破滅之風（Winds of Destruction）之其中一人。擅長使用具有高破壞力的大型高周波雙刀「Bloodlust」的二刀流戰士，另外亦會將此雙刀組合為一把大剪來使用，雖威力更加高強，不過如此一來攻擊會礙於操縱性及重量變得較為緩慢。
出生於美國南方的貧窮家庭，在美國陸軍時期就常有虐待戰俘及無差別攻擊平民的惡跡，相信人性本惡。
- Mistral（配音員：朴璐美／動態擷取演員：西林素子）

名字有從阿爾卑斯山山脈吹向地中海的乾旱北風的涵義。
隸屬於Desperado enforcement的女性生化機械人。與Sundowner一樣被稱為呼喚破滅之風（Winds of Destruction）之一人。其武器「Etranger」由四隻來自小月光的生物型手臂與兩把高周波小刀連結而成，可以利用生物的柔軟特性像鞭一樣揮舞，也可將其硬化作為薙刀使用。
有著阿爾及利亞及法國血統的混血兒，為了死去家人報仇而殺死仇人後體會到自己也是個「殺手」，自認和雷電有同類的歸屬感。
- Monsoon（配音員：江原正士／動態擷取演員：七枝實）

名字有季節風，特別是指亞洲東南部帶來豪雨的季節之風的涵義。
隸屬於Desperado enforcement。與Sundowner、Mistral 一樣被稱為呼喚破滅之風（Winds of Destruction）之一人。
不但能自由操縱具有磁力的戰術釵「Dystopia」，還能夠運用磁力把自己的身體部分分離為數節，並做為閃躲或攻擊之用，也能令任何能被磁性影響的物品（如建築物）飄浮並砸向敵人。
紅色高棉大屠殺的倖存者，並因此將戰鬥中的生死視為理所當然。
- Kkamsin（配音員：小山力也）

名字有坎辛風，指埃及和蘇丹共和國常見的一種沙暴熱風的涵義。
隸屬於Desperado enforcement。與Sundowner、Mistral、Monsoon 一樣被稱為呼喚破滅之風（Winds of Destruction）之一人。
下半身連接在巨大的兩足步行機器上，使用裝有噴射器、鏈鋸形式的大斧，以及機身自帶的爪子及腳進行戰鬥。
曾是美國海軍陸戰隊的一員，參與過海灣戰爭，對於美軍散布「自由」的理念深信不疑。
只在外傳「Blade Wolf」中登場。
- Dolzaev（配音員：立木文彥／動態擷取演員：安福毅）

阿布哈茲中策動恐怖活動的主謀，同時也是Desperado的客戶。
被懷疑與2015年俄羅斯地鐵爆炸案及2017年格魯吉亞一連串恐怖活動有關而受到國際通緝。
自稱為車臣人，但無法確定其真偽。

### 其他
- LQ-84i/刃狼（配音員：細谷佳正）

狼型的機械生物，搭載了自我學習型AI「Optical Neuro AI」及原型對話裝置的無人機體。接受了「Desperado」抹殺雷電的指令，並出現在雷電的面前。雖然可以控制自己的思想，可是違背命令便會被消除意識，故迫不得已向雷電挑戰，是掌握故事關鍵的重要角色。
外傳「Blade Wolf」的主角。
- 珊妮（Sunny，配音員：井上喜久子／動態擷取演員：新野）

被「愛國者」囚禁，後來被雷電救出的少女。母親是歐爾嘉·古爾盧科維奇（Olga Gurlukovich）
受到「愛國者」人體實驗的影響，以及在宅代的指導下，於撰寫程式及科學各方面都發揮出非凡的才能。
- Prime Minister N'mani（配音員：福田信昭）

非洲某國的首相。內戰後一直致力於推動復興的工作，被喻為建國英雄，甚得國民的信任。後來受到Desperado的襲擊而身亡。
- 仔月光

三條手臂接在球上的小機器人
- 參議員 史蒂文．阿姆斯壯（配音員：石冢運升）

來自美國科羅拉多州的武鬥派參議員，也是World Marshal Inc的實際上的CEO。體內注入大量奈米機器強化自身，為遊戲的最終頭目，也是山謬額外關卡的最終頭目。

## 已發售之追加下載內容
遊戲發售後推出了系列追加下載內容補充遊戲劇情及娛樂性。
- 2013年4月2日：VR訓練，附有「木刀蛇魂」。
- 2013年4月9日：Jetstream Sam，增加了以角色山繆·羅德里格斯為主的關卡。
- 2013年5月9日：Blade Wolf，增加了以LQ-84i/Blade Wolf為主的關卡。

## 外部連結
- 官方網站 （页面存档备份，存于）
- 白金工作室内介紹頁面 （页面存档备份，存于）
- 官方開發部落格（白金工作室） （页面存档备份，存于）
- 小島製作室的E3特設頁面(2009) （页面存档备份，存于）
- 小島製作室的E3特設頁面(2010) （页面存档备份，存于）
- 小島製作室的E3特設頁面(2012) （页面存档备份，存于）